# HD 224693 b
HD 224693 bはHD 224693の周囲を27日間の公転周期で公転する、木星質量の71％の質量を持つ太陽系外惑星である。2019年、世界中の全ての国または地域に1つの系外惑星系を命名する機会を提供する「IAU100 Name ExoWorldsプロジェクト」において、HD 224693 星系はメキシコに割り当てられる系外惑星系とされ、2019年12月17日、HD 224693 bはナワトル語で「動物」を意味し、宵の明星に関連付けられた神ショロトルにちなんでXólotlと命名された。